# Григорьев, Алексей Александрович
Алексей Александрович Григорьев (Пустой шаблон {{ВД-Преамбула}} ) — советский автогонщик, мастер спорта СССР международного класса. Заслуженный тренер России.

## Биография
Занимался мотогонками, из которых ушёл из-за большого числа травм. С 1978 года стал выступать в автомобильных соревнованиях. На первой своей автогонке — этапе чемпионата СССР по шоссейно-кольцевым гонкам 1978 года в Киеве финишировал шестым при 26 участниках. Был капитаном сборной СССР, проведя в ней 13 сезонов.
Работал на автозаводе имени Лихачева, товароведом магазина «Автозапчасти», токарем на «Красном пролетарии», инспектором ГАИ, работал и занимался мотокроссом в Московском институте нефти и газа имени Губкина.
Организовал мастерскую по подготовке спортивной техники, которая впоследствии стала фактически гоночной школой.
В кольцевых гонках руководил московскими командами «Мосавтотехобслуживание», «Логоваз-Беляево», «Сити Моторспорт». Работал в команде по ралли «Газпром». Тренер в команде «Русские медведи», выступавшей в WTCC. Один из инициаторов и консультантов создания гоночной трассы «Смоленское кольцо».

## Достижения
- Чемпионат СССР по кольцевым гонкам
  - Чемпион (2): 1983 — ВАЗ-21011, 1986 — ВАЗ-2105.
  - Второй призёр (3): 1982, 1984 — ВАЗ-21011, 1987 — ВАЗ-2105.

- Кубок Дружбы социалистических стран
  - Обладатель (2): 1983 — ВАЗ-21011, 1988 — ВАЗ-2105.
  - Второй призёр (2): 1985 — ВАЗ-21011, 1986 — ВАЗ-2105.